# Ourous-Martan
Ẋalxa-Mart
Ourous-Martan (russe : Урус-Мартан) ou Ẋalxa-Mart (tchétchène : Хьалха-Март, Halkha-Mart) est une ville de la République tchétchène, dans la fédération de Russie. Elle est le centre administratif du raïon d'Ourous-Martan. Sa population s'élevait à 65 313 habitants en 2022, ce qui en fait la deuxième ville de la république.

## Géographie
Ourous-Martan se trouve à 22 km au sud-ouest de Grozny, à 74 km à l'est de Vladikavkaz et à 1 516 km au sud-sud-est de Moscou.
La route fédérale R217, route russe reliant la M4 à la frontière avec l'Azerbaïdjan en desservant les villes de Ciscaucasie, passe au nord de la ville.

## Histoire
Ourous-Martan a le statut de ville depuis 1990.

## Population

### Démographie
Recensements (*) ou estimations de la population
| 1939*  | 1959*  | 1970*  | 1979*  | 1989*  |
| ------ | ------ | ------ | ------ | ------ |
| 13 400 | 11 672 | 24 311 | 27 942 | 32 851 |

| 2002*  | 2010*  | 2012   | 2013   | 2014 |
| ------ | ------ | ------ | ------ | ---- |
| 39 982 | 49 070 | 51 363 | 52 744 | -    |

### Composition ethnique
Suivant le recensement de 2010, la population comprenait :
- 96,41 % de Tchétchènes
- 0,22 % de Russes
- 0,12 % de Darguines
- 0,11 % d'Avars
- 0,11 % de Tabassarans
- 0,11 % de Tatars
- 0,10 % de Koumyks